# Morrinhos do Sul
Morrinhos do Sul é um município brasileiro do estado do Rio Grande do Sul. É a cidade mais branca do Brasil (97.4%).
Morrinhos do Sul está localizado no litoral do Norte do Rio Grande do Sul, limitando-se, ao Norte, com o município de Mampituba; ao sul, com Três Cachoeiras; ao Leste, com Torres e Dom Pedro de Alcântara e ao Oeste com Três Forquilhas.

## História
O povoamento da região iniciou-se por volta do ano de 1826, com a chegada de imigrantes alemães, que apesar de serem instalados na Colônia de São Pedro de Alcântara reemigraram para outras localidades devido às escassas terras para tantos colonos.
A fim de buscar mais espaço, foram em direção às coxilhas onde encontraram terras férteis proporcionando, assim, condições melhores para o desenvolvimento agropecuário.
Entre estes imigrantes estavam os primeiros colonos alemães que se tem registro em Morrinhos do Sul foram as famílias Jacob Borges, João Carlos Model, André Webber, Hahn, Behenck, Evaldt, Schwanck, Raupp e Schütz.
Logo que aqui chegaram, iniciaram o desmatamento da área e as plantações. Tudo era muito difícil. A assistência que recebiam do governo era praticamente nula. Jogados à própria sorte, os colonos alemães viram-se obrigados a enfrentar sozinhos as dificuldades que a região apresentava. Não havia acesso. A comunicação com a “civilização” era precária e o socorro às doenças era feito por eles mesmos.
Uma das primeiras famílias que colonizou o município de Morrinhos do Sul foi a de Leonor Borges Lumertz, que nasceu em 27 de janeiro de 1909 e casou-se em 1932 com Antônio Clemente Lumertz, com quem criou 15 filhos.
1. ↑  «Cidades e Estados». IBGE. 2021. Consultado em 12 de maio de 2023
2. ↑  «ESTIMATIVAS DA POPULAÇÃO RESIDENTE NO BRASIL E UNIDADES DA FEDERAÇÃO COM DATA DE REFERÊNCIA EM 1º DE JULHO DE 2021» (PDF). IBGE. 2021. Consultado em 12 de maio de 2023
3. ↑  «Ranking». IBGE. 2010. Consultado em 12 de maio de 2023
4. ↑  «Produto Interno Bruto dos Municípios - 2010 a 2020». IBGE. 2020. Consultado em 12 de maio de 2023